# 白雲母
白雲母(英語：Muscovite）為矽酸鹽礦物的一種。化學式為KAl2(AlSi3O10)(OH)2，晶體結構為單斜晶系。它具有各向異性，可產生強雙折射現象。
白雲母是最常見的雲母，可見於花崗岩、偉晶岩、片麻岩和片岩中。